# The Fillmore

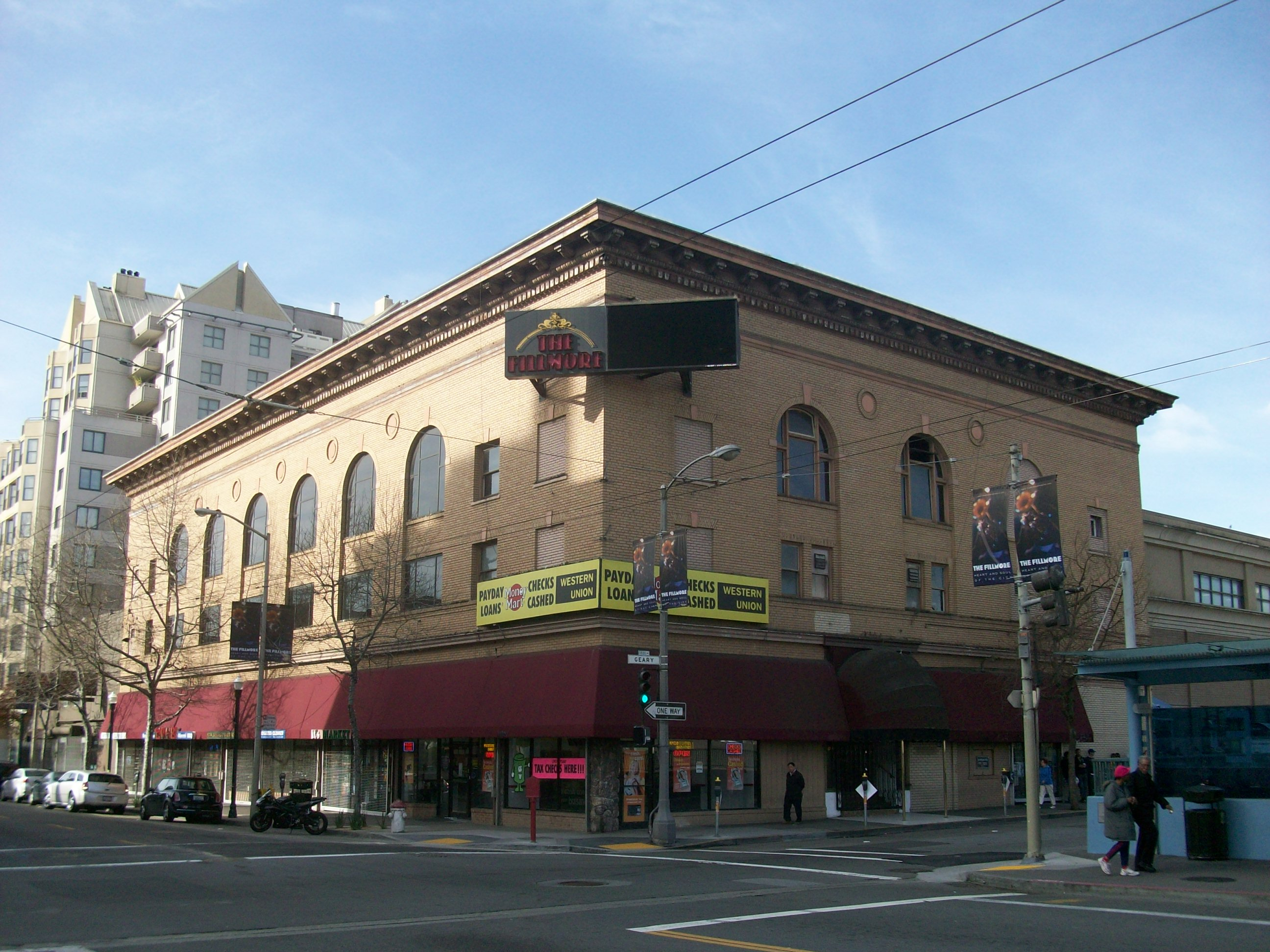
The Fillmore, 2010

The Fillmore war der Name von drei Musiktheatern des Konzertveranstalters Bill Graham in den Vereinigten Staaten: Fillmore East in New York City und Fillmore West als Nachfolger des Fillmore Auditorium in San Francisco.
Die Adresse ist 1805 Geary Boulevard in San Francisco.

## Vorgeschichte
Das spätere Fillmore wurde 1912 als Tanzhalle und Tanzschule (Majestic Hall, Majestic Academy of Dancing) eröffnet und in italienischem Stil von den Architekten James und Merritt Reid entworfen. Als Ort für Tanzveranstaltungen wurde es unter verschiedenen Namen bis in die 1930er Jahre fortgeführt (Get Acquainted Society, Ambassador Dance Hall) und war in den 1940er Jahren eine Rollschuhbahn. Ab 1952 ließ der Konzertveranstalter Charles Sullivan hier führende afroamerikanische Musiker wie Ike und Tina Turner und James Brown auftreten.

## The Fillmore Auditorium (1965–1968)

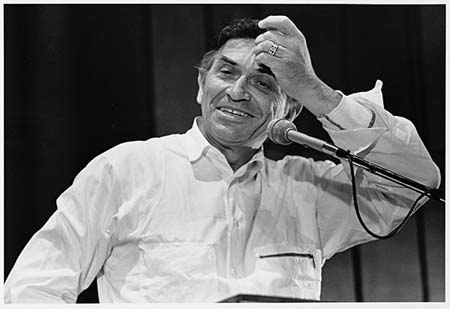
Bill Graham (um 1990)

1965 eröffnete Bill Graham den Rock-Tanzpalast namens The Fillmore Auditorium in San Francisco, an der Kreuzung Fillmore Street/Geary Boulevard. Das Stadtviertel Fillmore, nach dem der Club benannt wurde, ist ein nicht genau eingegrenztes Gebiet zwischen den Stadtteilen Western Addition und den Pacific Heights. Im Fillmore Auditorium traten, ebenso wie im Avalon Ballroom und im Winterland, das ebenfalls von Bill Graham betrieben wurde, oft in San Francisco ansässige Psychedelic-Rock-Bands wie Grateful Dead, Jefferson Airplane und Quicksilver Messenger Service auf. Bemerkenswert sind auch die für diese Konzerte entstandenen Plakate als psychedelische Kunstwerke.
1968 zog der Club in einen anderen Stadtteil (siehe unten), während die Räumlichkeiten in den 1970er- und frühen 1980er-Jahren weiter für Konzertveranstaltungen genutzt wurden. Unter dem Namen The Elite Club fanden hier hauptsächlich Punkrock-Konzerte statt, unter anderem von Bad Religion, Black Flag, Bad Brains, Flipper, Dead Kennedys, TSOL, Gang of Four und Public Image Ltd.
Erst Mitte der 1980er-Jahre begann Graham wieder Konzerte im originalen Fillmore Auditorium zu veranstalten. Nachdem die Räumlichkeiten durch das Loma-Prieta-Erdbeben 1989 beschädigt wurden, musste das Fillmore im Oktober 1989 erneut geschlossen werden.

## The Fillmore West (1968–1971)
Aufgrund von Problemen in der Nachbarschaft und der bescheidenen Kapazität des Saales zog das Fillmore Auditorium im Juli 1968 in den ehemaligen Carousel Ballroom an der Market Street, Ecke South Van Ness Avenue und nannte sich fortan, zur Unterscheidung zum mittlerweile gegründeten Fillmore East, Fillmore West.
Anlässlich der Schließung des Fillmore West am 4. Juli 1971 gab es eine Abschlussveranstaltung mit Bands wie Santana, Creedence Clearwater Revival sowie mit einer Lesung von Allen Ginsberg. 1972 wurden ein Dokumentarfilm namens Fillmore über die letzten Konzerte und ein 3-LP-Album mit dem Titel Fillmore: The Last Days veröffentlicht.

## The Fillmore East (1968–1971)

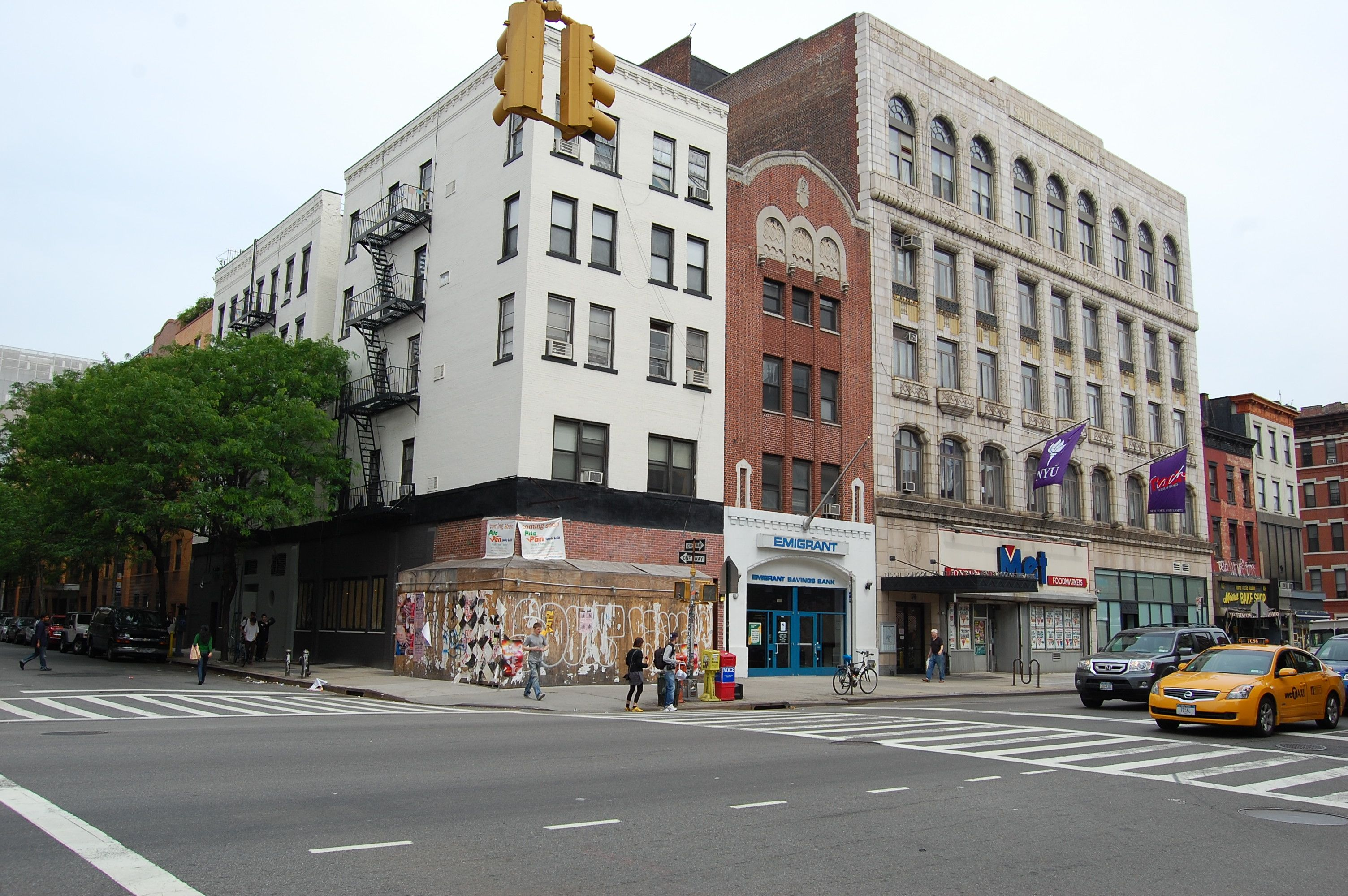
Das Gebäude des ehem. Fillmore East: der rote Backsteinbau in der Mitte

Am 8. März 1968 nahm das Fillmore East an der Ecke 2nd Ave / East 6th Street im Stadtbezirk Manhattan, New York City seinen Betrieb auf und wurde wegen des ebenso hochkarätigen wie hochfrequentierten Programms schnell als „The Church of Rock and Roll“ bekannt.
Als die Gagenforderungen der Künstler und Bands immer weiter stiegen, schloss Bill Graham das Fillmore East am 27. Juni 1971 und später im gleichen Jahr das Fillmore West. Das Fillmore East wurde nicht wiedereröffnet. Im Gebäude der ehemaligen Church of Rock and Roll befindet sich heute eine Bank.

## The Fillmore (San Francisco) seit 1994
Nach dem Tode Grahams bei einem Hubschrauberabsturz 1991 wurde das Gebäude des Fillmore Auditorium an der Ecke Geary Boulevard/Fillmore Street saniert und 1994 unter dem alten Namen The Fillmore wiedereröffnet. Es ist heute wieder eine der populärsten Konzertstätten San Franciscos. Besonders beeindruckend sind die mit Original-Konzertpostern aus vier Jahrzehnten Rockmusik geschmückten Wände an vielen Stellen des Clubs.
Das Stadtviertel Fillmore legt besonderen Wert auf seine Musik-Szene. So findet jährlich das Fillmore Jazz Festival als größtes kostenloses Jazz-Festival an der amerikanischen Westküste statt.

## Musikgeschichtliches
In den Fillmore Clubs wurden an mehreren Nächten pro Woche üblicherweise zwei Konzerte pro Abend veranstaltet. So haben fast alle Bands Verträge für Liveshows um 20 Uhr und 23 Uhr unterschrieben.
Über mehrere Jahre hinweg trat die Elite der amerikanischen Rock-Szene, aber auch Größen des Jazz und Jazzrock in den Fillmore-Clubs auf. Dabei buchte Graham die Bands regelmäßig nacheinander in beide Konzertstätten, die an der Ostküste und die an der Westküste.
Im The Fillmore East und im The Fillmore West traten unter anderem folgende Bands und Musiker auf: Al Kooper und Michael Bloomfield, Albert King, Aretha Franklin, Carlos Santana, Charles Lloyd, Chuck Berry, Country Joe and the Fish, John Mayall, Cream, Crosby, Stills, Nash & Young, Derek and the Dominos, Don Ellis, Frank Zappa, H. P. Lovecraft, Humble Pie, Jimi Hendrix, Johnny Winter, Miles Davis, Muddy Waters, Neil Young, Procol Harum, Prince, Stevie Ray Vaughan, Ten Years After, The Allman Brothers Band, The Byrds, The Doors, The Who, Tommy Castro und Tower of Power.

## Diskografie
- Al Kooper & Mike Bloomfield: Live Adventures
- Al Kooper & Mike Bloomfield: The Lost Concert Tapes 12–13–68
- Aretha Franklin: Live at Fillmore West
- Country Joe and the Fish: Live at Fillmore West 1966
- Cream: Wheels of Fire (Live at the Fillmore)
- Crosby, Stills, Nash & Young: 4 Way Street
- Crosby, Stills, Nash & Young: Live at Fillmore East, 1969
- Cypress Hill: Live at the Fillmore
- Derek and the Dominos: Live at Fillmore East
- Don Ellis: Live at Fillmore (aufgenommen im Fillmore Auditorium)
- Dredg: Live at the Fillmore
- Eric Clapton: Nothing But The Blues (Liveaufnahme vom 8. – 9.11.1994 im "The Fillmore")
- Humble Pie: Performance – Rockin’ the Fillmore
- Janis Joplin: Fillmore East 1969
- Jefferson Airplane: Bless Its Pointed Little Head
- Jimi Hendrix: Band of Gypsys
- Jimi Hendrix: Live at the Fillmore East
- Jimi Hendrix: Songs For Groovy Children: The Fillmore East Concerts
- Joe Cocker: Mad Dogs & Englishmen
- Johnny Winter: Live Johnny Winter And
- Johnny Winter: Live at the Fillmore East 10/3/70
- King Crimson: Live at Fillmore East 1969
- King Curtis: Live At Fillmore West
- Lucinda Williams: Live @ The Fillmore
- Miles Davis: Black Beauty: Miles Davis at Fillmore West
- Mountain: Live Fillmore East
- My Morning Jacket: Okonokos
- Neil Young and Crazy Horse: Live at the Fillmore East, March 6–7–1970
- Quicksilver Messenger Service: Happy Trails
- Taj Mahal: The Real Thing
- Ten Years After: Live at the Fillmore East 1970
- The Allman Brothers Band: At Fillmore East
- The Allman Brothers Band: Eat a Peach
- The Allman Brothers Band: Fillmore East Feb 70
- The Byrds: Live At The Fillmore February 1969
- The Grateful Dead: Ladies and Gentleman, the Grateful Dead
- The Grateful Dead: Live/Dead
- The Grateful Dead: Fillmore West 1969
- The Grateful Dead: Live at Fillmore East 2–11–69
- The Mothers: Fillmore East, June 1971
- Traffic: Last Exit, teilweise live
- The Who: Fillmore East 1968
- Santana: Live at Fillmore West

## Filmografie
- Fillmore: The Last Days, Regie: Richard T. Heffron, USA 1971/72.
- In dem Musikfilm Across the Universe von 2007, in dem 33 Beatles-Songs erklingen, stellt der Musikclub Fillmore East einen Schauplatz der Handlung dar. In der betreffenden Szene singt die Sängerin Sadie, verkörpert von Schauspielerin Dana Fuchs, den Song Oh! Darling.